# Phare d'Ardnamurchan
Le phare d'Ardnamurchan (en gaélique écossais : Àird Nam Murchan) est un phare qui se situe sur Ardnamurchan Point, une péninsule isolée du Lochaber dans le comté de Highland à l'ouest de l'Écosse.
Ce phare est géré par le Northern Lighthouse Board (NLB) à Édimbourg,l'organisation de l'aide maritime des côtes de l'Écosse.
Il est maintenant protégé en tant que monument classé du Royaume-Uni de catégorie A.

## Histoire

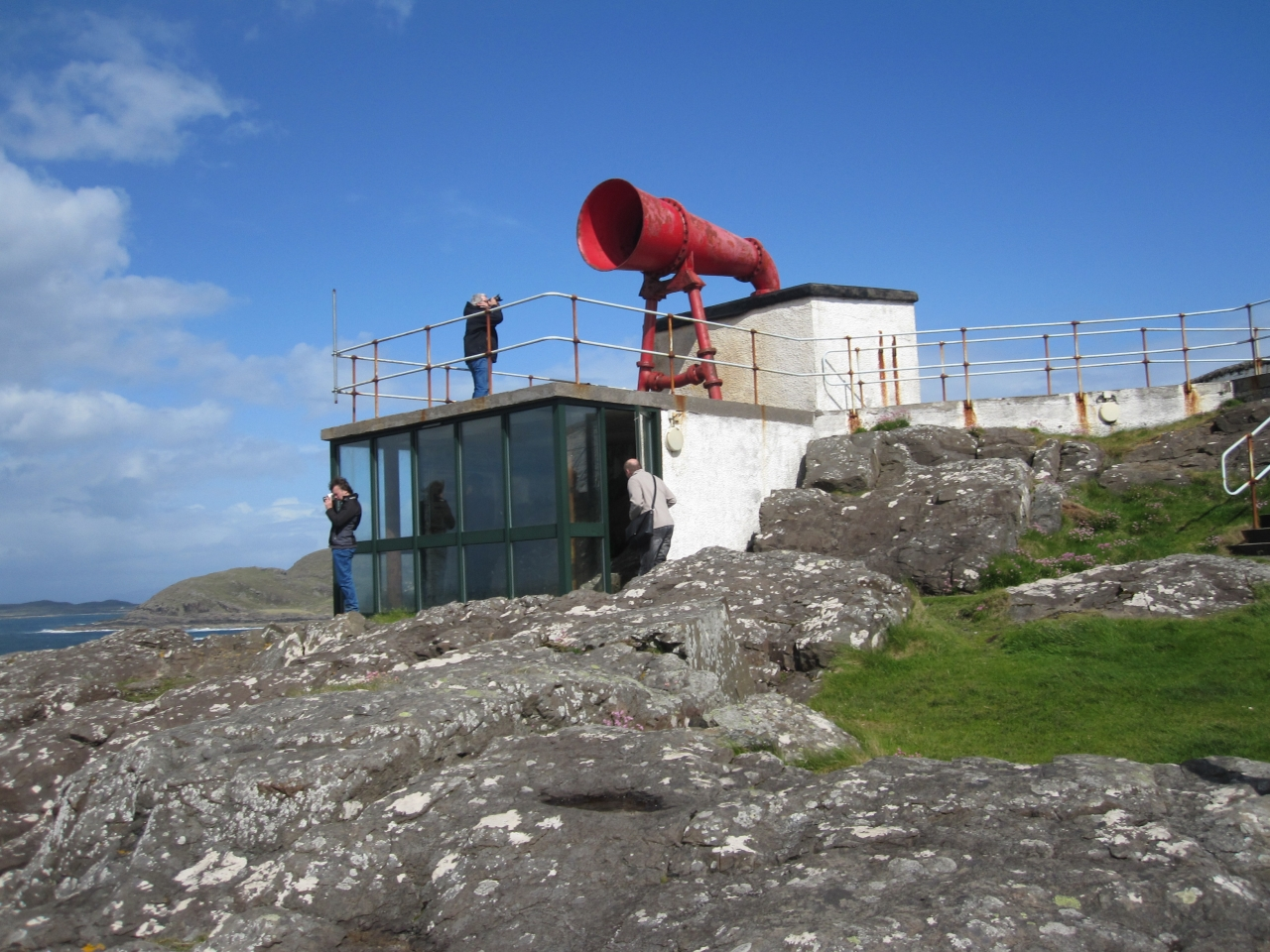
La corne de brume

Le phare d'Ardnamurchan est un phare monument classé du 19e siècle. Il a été construit par l'ingénieur écossais Alan Stevenson en 1849. C'est une tour cylindrique de granit rose. C'est le seul phare au Royaume-Uni construit dans le style égyptien. La lumière a été automatisée en 1988 et est maintenant contrôlée à distance par le NLB.
Les chalets et les dépendances des anciens gardiens sont désormais la propriété de l'Ardnamurchan Lighthouse Trust et exploité comme un centre d'accueil, avec un musée appelé le « Kingdom of Light » - Rioghachd na Sorcha. Les expositions détaillent l'histoire et les opérations du phare, y compris l'accès à la salle des machines, qui a été restaurée, et à l'atelier avec la corne de brume originale. Les autres expositions comprennent la géologie et l'histoire naturelle de la région, et l'histoire sociale et la culture locale. La tour est visitable et est aussi un point d'observation des baleines et des dauphins.
La dernière partie du jeu informatique Les Aventures de Sherlock Holmes : La Nuit des sacrifiés a pour décor celui de ce phare.

### Lien connexe
- Liste des phares en Écosse